# Raymond Joval
Raymond Albert Joval (La Haya, 15 de septiembre de 1968) es un deportista neerlandés que compitió en boxeo. Ganó una medalla de bronce en el Campeonato Mundial de Boxeo Aficionado de 1993, en el peso medio.
En enero de 1994 disputó su primera pelea como profesional. En su carrera profesional tuvo en total 42 combates, con un registro de 37 victorias y 5 derrotas.

## Palmarés internacional
| Campeonato Mundial | Campeonato Mundial  | Campeonato Mundial | Campeonato Mundial |
| Año                | Lugar               | Medalla            | Categoría          |
| ------------------ | ------------------- | ------------------ | ------------------ |
| 1993               | Tampere (Finlandia) | Medalla de bronce  | 75 kg              |